# Santa Crus
La processione della Santa Crus (italiano: "Santa Croce") è una tradizione popolare che si svolge nell'abitato di Cerveno in Val Camonica con ricorrenza decennale.
L'evento coinvolge buona parte degli abitanti della comunità che abbigliati in fogge antiche inscenano la rappresentazione della salita di Gesù al calvario partendo dal momento della condanna fino alla sua crocifissione.
L'evento è particolarmente sentito dagli abitanti che si occupano del confezionamento dei costumi e della decorazione dell'abitato di Cerveno.
La tradizione della Via Crucis riproposta a Cerveno è slegata dai tempi pasquali, ma si ricollega alla tradizione dell'invenzione della Santa Croce, cadendo quindi nella seconda metà del mese di maggio.
Le fogge degli abiti sono ispirate da quelli indossati dalle statue lignee conservate nel santuario della Via Crucis di Cerveno opera di Beniamino Simoni.
Le fonti più antiche della tradizione non risalgono oltre il XIX secolo; la cadenza decennale non si è mai interrotta se non nel caso degli ultimi conflitti mondiali.
Nell'edizione della Santa Crus 2012, oltre alla tradizionale processione pomeridiana, è stata inserita una replica notturna-serale su un percorso interno al centro storico.